# Ichirō Mikami
Ichirō Mikami (jap. 三上市朗, Mikami Ichirō; * 15. Februar 1966 in der Präfektur Kyōto) ist ein japanischer Schauspieler und Synchronsprecher.

## Leben
Mikami ist Absolvent der Dōshisha-Universität. Als Synchronsprecher (Seiyū) lieh er hauptsächlich verschiedenen Anime-Charakteren seine Stimme. Seit den 1990er Jahren tritt er als Fernseh- und Filmschauspieler in Erscheinung. Er übernahm Episodenrollen in verschiedenen japanischen Fernseh- und Mini-Serien, verkörperte aber auch Charakterrollen in Filmproduktionen. Im deutschsprachigen Raum wurde er einem gewissen Publikum durch den Erotikfilm White Lily als Mann von einer der Hauptprotagonistinnen bekannt.

## Filmografie (Auswahl)
- 1994: Long Shadows (Fernsehfilm)
- 1999: Katsudō shashin no onna (Fernsehserie)
- 2005: Kunitori monogatari (国盗り物語; Fernsehfilm)
- 2005: Summer Time Machine Blues (サマータイムマシン・ブルース Samā taimu mashin burūsu; Fernsehfilm)
- 2010: Bayside Shakedown 3: Set the Guys Loose (踊る大捜査線 THE MOVIE 3 ヤツらを解放せよ！ Odoru daisōsasen THE MOVIE 3: Yatsura o kaihō seyo!)
- 2011: The Hero Yoshihiko (勇者ヨシヒコと魔王の城 Yūsha Yoshihiko to maō no shiro; Fernsehserie, Episode 1×08)
- 2011: Train Brain Express (僕達急行 A列車で行こう Boku-tachi kyūkō A ressha de ikō)
- 2011: Doctors: Saikyō no meii (DOCTORS 最強の名医; Fernsehserie, 2 Episoden)
- 2012: Toshi densetsu no onna (都市伝説の女; Fernsehserie, Episode 1×04)
- 2012: Naniwa shōnen tanteidan (浪速少年探偵団; Fernsehserie, Episode 1×09)
- 2013: Doubles: Futari no keiji (ダブルス 二人の刑事 daburusu futari no keiji; Mini-Serie, Episode 1×02)
- 2013: Danda Rin – The Labour Standards Inspector (ダンダリン 労働基準監督官 Dandarin rōdō kijun kantokukan; Mini-Serie, Episode 1×05)
- 2015: Scapegoat (Mini-Serie, 4 Episoden)
- 2015: Samurai Sensei (サムライせんせい; Mini-Serie, 2 Episoden)
- 2016: Good Partner: The Invincible Lawyer (グッドパートナー 無敵の弁護士 guddo pātonā muteki no bengoshi; Fernsehserie, Episode 1×04)
- 2016: White Lily (ホワイトリリー Howaito rirī)
- 2017: &Bishōjo (＆美少女; Mini-Serie, Episode 1×07)
- 2017: Emergency Interrogation Room (緊急取調室 Kinkyū Torishirabeshitsu; Fernsehserie, 2 Episoden)
- 2019: Dance with Me (ダンスウィズミー Dansu wizu mī)
- 2020: Ship of Theseus (テセウスの船 Teseusu no fune; Fernsehserie, Episode 1×06)